# برش J
برش J (انگلیسی: J cut)  نوعی از انتقال که از تغییر صدا به عنوان پلی بین دو صحنه متفاوت استفاده می شود، به این صورت که  بیننده صدای لوکیشن قبلی را می شنوددر حالیکه تصویر لوکیشن جدید را می‌بیند. انتخاب این نام به خاطر شکلی است که لاین صدا و تصویر به خود میگیرند.